# Yuji Sakuragi
Yuji Sakuragi (桜木裕司 Sakuragi Yuji?) (Miyazaki, 20 de julio de 1977) es un artista marcial mixto, luchador profesional y kickboxer japonés, también conocido por el nombre artístico Super Tiger II.

## Carrera
Practicante de karate kyokushin en sus años de escuela, Sakuragi se alistó en las Fuerzas de Autodefensa de Japón seis meses después de graduarse. Poco después, sin embargo, abandonó las fuerzas armadas para trabajar como profesor en la Nippon Sport Science University, donde conoció al que se convertiría en su mentor, Satoru Sayama. Sayama le dio el personaje de Super Tiger, el cual había protagonizado en la antigua UWF japonesa en 1985. Como Super Tiger II, Sakuragi ha competido en All Japan Pro Wrestling y varios circuitos independientes.

## En lucha
- Movimientos finales
  - Tiger Suplex[1] (Bridging double chickenwing suplex)
  - Tornado Kick[1] (Jumping corkscrew roundhouse kick)
  - Bridging German suplex[2]

- Movimientos de firma
  - Arm triangle choke
  - Cross armbar
  - Crossface chickenwing
  - DDT[2]
  - Heel hook
  - Hook kick
  - Múltiples stiff roundhouse kicks a las piernas del oponente
  - Scissored armbar
  - Spin kick[2]
  - Triangle choke
  - Varios tipos de suplex:
    - Bridging fisherman[2]
    - Double underhook
    - Underhook[2]
    - Wrist-clutch fisherman[2]

## Campeonatos y logros
- Real Japan Pro Wrestling
  - RJPW Legend Championship (2 veces, actual)

- Universal Kickboxing Federation
  - UKF International Heavyweight Championship (1 vez)

- World Absolute Fighting Championship
  - WAFC Pankration Openweight Crown (2009)
- Pro Wrestling ZERO1
  - NWA United National Championship (1 vez)
- Pro Wrestling A-Team
  - WEW Heavyweight Championship (2 veces, actual)
  - WEW Tag Team Championship (2 veces, actual) – con Tomohiko Hashimoto (1) y Kota Nagashima (1, actual)

## Récord profesional

### Artes marciales mixtas
| Resultado     | Récord      | Oponente           | Método                                | Evento                                         | Fecha                    | Ronda | Tiempo | Localización              | Notas                                   |
| ------------- | ----------- | ------------------ | ------------------------------------- | ---------------------------------------------- | ------------------------ | ----- | ------ | ------------------------- | --------------------------------------- |
| Derrota       | 14-20-2 (1) | Daiju Takase       | Sumisión (guillotine choke)           | DEEP - Haleo Impact                            | 22 de diciembre de 2012  | 2     | 1:33   | Tokio, Japón              |                                         |
| Victoria      | 14-19-2 (1) | Sanae Kikuta       | KO (rodillazo y patada)               | Grabaka - Grabaka Live 2                       | 27 de octubre de 2012    | 1     | 0:35   | Tokio, Japón              |                                         |
| Victoria      | 13-19-2 (1) | Kazuo Takahashi    | KO (puñetazo)                         | Pancrase - Progress Tour 9                     | 5 de agosto de 2012      | 1     | 4:59   | Tokio, Japón              |                                         |
| Derrota       | 12-19-2 (1) | Shinso Anzai       | Decisión (unánime)                    | Pancrase - Progress Tour 3                     | 11 de marzo de 2012      | 2     | 5:00   | Tokio, Japón              |                                         |
| Derrota       | 12-18-2 (1) | Kazuhisa Tazawa    | Sumisión (rear naked choke)           | DEEP - 52 Impact                               | 25 de febrero de 2011    | 2     | 0:54   | Tokio, Japón              |                                         |
| Empate        | 12-17-2 (1) | Ryo Kawamura       | Empate                                | Pancrase - Passion Tour 11                     | 5 de diciembre de 2010   | 3     | 5:00   | Tokio, Japón              |                                         |
| Derrota       | 12-17-1 (1) | Alexander Grinchuk | Decisión (unánime)                    | FEFoMP - Impact League 4                       | 16 de octubre de 2010    | 3     | 5:00   | Jabárovsk, Rusia          |                                         |
| Victoria      | 12-16-1 (1) | Ryo Kawamura       | TKO (puñetazos)                       | Pancrase - Passion Tour 8                      | 5 de septiembre de 2010  | 1     | 3:55   | Tokio, Japón              |                                         |
| Derrota       | 11-16-1 (1) | Christian M'Pumbu  | TKO (puñetazos)                       | DEEP - 46 Impact                               | 28 de febrero de 2010    | 1     | 2:29   | Jabárovsk, Rusia          |                                         |
| Victoria      | 11-15-1 (1) | Alavutdin Gadjiev  | KO (rodillazo)                        | FEFoMP - Impact League 2                       | 17 de octubre de 2009    | 1     | 0:30   | Jabárovsk, Rusia          | Por la WAFC Pankration Openweight Crown |
| Derrota       | 10-15-1 (1) | Hans Stringer      | TKO (puñetazos)                       | DEEP - 43 Impact                               | 23 de agosto de 2009     | 2     | 2:11   | Tokio, Japón              |                                         |
| Victoria      | 10-14-1 (1) | Minoru Kato        | KO (puñetazo)                         | DEEP - 41 Impact                               | 16 de abril de 2009      | 2     | 0:59   | Tokio, Japón              |                                         |
| Derrota       | 9-14-1 (1)  | Rogent Lloret      | Decisión (unánime)                    | M1 Challenge 8 - USA                           | 29 de octubre de 2008    | 2     | 5:00   | Kansas, Estados Unidos    |                                         |
| Derrota       | 9-13-1 (1)  | Stefan Struve      | Sumisión (triangle choke)             | M1 Challenge 6 - Korea                         | 29 de agosto de 2008     | 1     | 2:30   | Seúl, Corea del Sur       |                                         |
| Derrota       | 9-12-1 (1)  | Kamil Uygun        | TKO (puñetazos)                       | M1 Challenge 5 - Japan                         | 17 de julio de 2008      | 1     | 4:52   | Tokio, Japón              |                                         |
| Derrota       | 9-11-1 (1)  | Besiki Gerenava    | Decisión (divida)                     | M1 Challenge 2 - Russia                        | 3 de abril de 2008       | 2     | 5:00   | San Petersburgo, Rusia    |                                         |
| Victoria      | 9-10-1 (1)  | Kenichi Shinohara  | TKO (puñetazos)                       | MARS 11 - 2nd Anniversary                      | 11 de febrero de 2008    | 1     | 1:34   | Tokio, Japón              |                                         |
| Empate        | 8-10-1 (1)  | Hidetada Irie      | Empate                                | DEEP - 33th Impact                             | 12 de diciembre de 2007  | 3     | 5:00   | Tokio, Japón              |                                         |
| Derrota       | 8-10 (1)    | Yuki Kondo         | Decisión (unánime)                    | Pancrase - Rising 8                            | 14 de octubre de 2007    | 3     | 5:00   | Tokio, Japón              |                                         |
| Derrota       | 8-9 (1)     | Katsuhisa Fujii    | Decisión (mayoría)                    | DEEP - Glove                                   | 26 de julio de 2007      | 2     | 5:00   | Tokio, Japón              |                                         |
| Derrota       | 8-8 (1)     | Basil Yamilkhanov  | TKO (parada del médico)               | FEFoMP - Mayor Cup 2007                        | 26 de mayo de 2007       | 1     | 0:38   | Jabárovsk, Rusia          |                                         |
| Victoria      | 8-7 (1)     | Nikolai Onikienko  | Decisión (unánime)                    | FEFoMP - Mayor Cup 2007                        | 26 de mayo de 2007       | 2     | 5:00   | Jabárovsk, Rusia          |                                         |
| Derrota       | 7-7 (1)     | Yasuhito Namekawa  | Sumisión (heel hook)                  | DEEP - 29th Impact                             | 13 de abril de 2007      | 1     | 2:12   | Tokio, Japón              |                                         |
| Victoria      | 7-6 (1)     | Fabiano Aoki       | TKO (lesión)                          | MARS 6 - Rapid Fire                            | 22 de diciembre de 2006  | 2     | 1:55   | Tokio, Japón              |                                         |
| Sin resultado | 6-6 (1)     | Fabiano Aoki       | Sin resultado (golpe bajo accidental) | MARS 5 - Marching On                           | 28 de octubre de 2006    | 1     | 0:17   | Tokio, Japón              |                                         |
| Derrota       | 6-6         | Tatsuya Mizuno     | Sumisión (rear naked choke)           | Pancrase - Blow 7                              | 16 de septiembre de 2006 | 2     | 3:20   | Tokio, Japón              |                                         |
| Derrota       | 6-5         | Riki Fukuda        | Decisión (unánime)                    | Pancrase - 2006 Neo-Blood Tournament Finals    | 28 de julio de 2006      | 2     | 5:00   | Yokohama, Kanagawa, Japón |                                         |
| Derrota       | 6-4         | Poai Suganuma      | TKO (puñetazos)                       | Pancrase - Blow 4                              | 2 de mayo de 2006        | 1     | 4:47   | Yokohama, Kanagawa, Japón |                                         |
| Victoria      | 6-3         | Hikaru Sato        | TKO (patadas)                         | Pancrase - Blow 1                              | 26 de enero de 2006      | 1     | 0:55   | Tokio, Japón              |                                         |
| Victoria      | 5-3         | Jimmy Akishige     | KO (puñetazo)                         | Real Japan Pro Wrestling - Legend Championship | 16 de diciembre de 2005  | 1     | 1:55   | Tokio, Japón              |                                         |
| Derrota       | 4-3         | Hideki Tadao       | Sumisión (arm triangle choke)         | Pancrase - Spiral 8                            | 2 de octubre de 2005     | 2     | 3:33   | Yokohama, Kanagawa, Japón |                                         |
| Victoria      | 4-2         | Yuta Nakamura      | Decisión (unánime)                    | Pancrase - Z                                   | 3 de septiembre de 2005  | 2     | 5:00   | Kumamoto, Japón           |                                         |
| Victoria      | 3-2         | Aslan Dzeboev      | KO (patada)                           | Pancrase - Spiral 6                            | 31 de julio de 2005      | 2     | 1:31   | Tokio, Japón              |                                         |
| Derrota       | 2-2         | Kazuo Takahashi    | Sumisión (cross armbar)               | Pancrase - Spiral 5                            | 10 de julio de 2005      | 2     | 3:01   | Yokohama, Kanagawa, Japón |                                         |
| Victoria      | 2-1         | Kengo Watanabe     | KO (patada alta)                      | Pancrase - Spiral 1                            | 4 de febrero de 2005     | 3     | 0:06   | Tokio, Japón              |                                         |
| Victoria      | 1-1         | Sung Chu Kim       | TKO (puñetazos)                       | Gladiator FC - Day 2                           | 27 de junio de 2004      | 1     | 0:42   | Seúl, Corea del Sur       |                                         |
| Derrota       | 0-1         | Eduard Churakov    | Decisión (unánime)                    | Seikendo - SWA Ultimate Boxing                 | 29 de octubre de 2000    | 3     | 3:00   | Tokio, Japón              |                                         |

### Grappling
| Resultado | Récord | Oponente        | Método                      | Evento   | Fecha              | Ronda | Tiempo | Localización | Notas |
| --------- | ------ | --------------- | --------------------------- | -------- | ------------------ | ----- | ------ | ------------ | ----- |
| Derrota   | 0-1    | Marqinhos Souza | Sumisión (rear naked choke) | DEEP X 3 | 5 de julio de 2008 | 1     | 3:52   | Tokio, Japón |       |

### Kickboxing
| Resultado | Récord | Oponente           | Método                       | Evento                                                                  | Fecha                    | Ronda     | Tiempo | Localización            | Notas                                             |
| --------- | ------ | ------------------ | ---------------------------- | ----------------------------------------------------------------------- | ------------------------ | --------- | ------ | ----------------------- | ------------------------------------------------- |
| Derrota   | 4-7    | Mitsugu Noda       | KO (puñetazo)                | Japan-Korea Friendship International Martial Arts Tournament GLADIATOR  | 3 de noviembre de 2009   | 1         |        | Tokio, Japón            |                                                   |
| Victoria  | 4-6    | Tensho Yama        | Descalificación (golpe bajo) | New☆Jungle Square - Mr. Martial Arts Advent!                            | 13 de septiembre de 2009 | 4         | 2:37   | Tokio, Japón            | Por el UKF International Heavyweight Championship |
| Derrota   | 3-6    | Gilbert Yvel       | KO (puñetazo)                | Shootboxing Battle Sumit Ground Zero Tokyo 2007                         | 28 de octubre de 2007    | 1         | 1:48   | Tokio, Japón            |                                                   |
| Derrota   | 3-5    | Keiichiro Yamamiya | Decisión (unánime)           | Real Japan Pro Wrestling - Legend Championship & City Area Style Battle | 10 de marzo de 2006      | 3         | 3:00   | Tokio, Japón            |                                                   |
| Derrota   | 3-4    | Will Riva          | KO (puñetazos)               | AJKF - Rock'n Roll☆U5 FIGHT☆Hill it!                                    | 5 de noviembre de 2005   | 3         | 2:00   | Estados Unidos          |                                                   |
| Derrota   | 3-3    | Melvin Manhoef     | TKO (parada del árbitro)     | Muay Thai Championships League XIV                                      | 9 de abril de 2005       | 2         | 2:53   | Ámsterdam, Países Bajos |                                                   |
| Victoria  | 3-2    | Akihiro Gono       | KO (puñetazo)                | AJKF/Pancrase 2005 Spiral Tour                                          | 6 de marzo de 2005       | 2         | 1:17   | Tokio, Japón            |                                                   |
| Derrota   | 2-2    | Ryo Takigawa       | KO (puñetazo)                | AJKF - Fujiwara Festival 2004                                           | 5 de diciembre de 2004   | 2         | 1:30   | Tokio, Japón            |                                                   |
| Victoria  | 2-1    | Kazushi Nishida    | Decisión (unánime)           | AJKF - DANGER ZONE                                                      | 23 de septiembre de 2004 | 3 y extra | 5:00   | Tokio, Japón            |                                                   |
| Derrota   | 1-1    | Jan Lomulder       | KO (patada baja)             | RISING SUN                                                              | 28 de febrero de 2004    | 3         |        | Tokio, Japón            |                                                   |
| Victoria  | 1-0    | Suzuki 3:26        | Decisión (unánime)           | AJKF - Fujiwara Festival                                                | 7 de diciembre de 2003   | 3         | 5:00   | Tokio, Japón            |                                                   |